# 두각 (가수)
두각(1993년 11월 14일 ~ )은 대한민국의 가수, 배우다. 2024년 디지털 싱글 '사랑할땐 언제고'로 가수로 데뷔했다.

## 방송
- 아침마당 (2021)
- 휴먼다큐 사노라면 (2022)
- 미스터트롯3 (2024) - Top34

## 영화
- 강남 1970 (2015) - 천변가 고교생들 역
- 울보 (2016) - 양아치들 역
- 스윙키즈 (2018) - 고정 친공 포로 역

## 음반
- 사랑할땐 언제고 (2024)
- 미스터트롯3 예선전 베스트 PART3, 장르별 팀배틀 베스트 PART1 (2025)
- 미스터트롯3 1:1 데스매치 베스트 PART2 (2025)